# トヨタ・NDエンジン
トヨタ・NDエンジンは、トヨタ自動車の水冷直列4気筒ディーゼルエンジンの系列である。2000年4月に初代ヤリスの欧州市場向け仕様車に搭載されたのが初出となる。
なお、日本国内向けは自動車NOx・PM法および各都道府県のディーゼル車規制条例の規制対象に該当するほか、乗用車およびハイエースより小型の商用車（いわゆる3，4，5ナンバー車）にはディーゼルを投入しない販売政策のため、2007年8月をもって採用車種が存在しなくなった。その後新興国向けに継続生産されている。2019年11月現在の現行車種では3代目（シリーズ通算11代目）カローラアルティスのインド市場向け仕様車、および初代エティオスのインド市場向け仕様車に見られるのみとなっている。ただし、国内向けとしては補給用ASSY部品としての製造は継続しているため、国内で当該エンジン自体の製造が終了したわけではない。

## 系譜
- エンジン型式一覧の自動車用エンジンの系譜を参照。

## 型式
欧州向けとして2000年に登場。日本国内向けは2002年（平成14年）。
直噴式ディーゼルエンジン
水冷直列4気筒SOHC8バルブ（1気筒あたり吸気：1・排気：1の2バルブ）
このエンジンではオイルフィルターの小型化が行われ、フィルター容量0.3 Lというディーゼルエンジンとしては非常に小型のものが採用されている。これは、ガソリンエンジンの2代目G型・JZ型・RZ型・TZ型・VZ型と共通部品である。オイルフィルターの小型化は、ハイエース200系用のKD型エンジン（オイルフィルターは本エンジンと共通部品）でも行われた。

## バリエーション

### 1ND-TV
※PSA・プジョーシトロエンのシトロエンブランドの場合に限り2WZ-TVと称する。
- タイプ:直列4気筒 SOHC 8バルブ インタークーラーターボ
- 排気量:1.362L
- 内径×行程:73.0×81.4
- 圧縮比:18.5

<出力>
- (1)53kW(72PS)/4,000rpm 170Nm(17.3kg-m)/2,000-2,800rpm
- (2)66kW(90PS)/3,800rpm 205Nm(20.9kg-m)/1,800-3,000rpm
- (3)50kW(68ps)/3,800rpm 170Nm(17.3kg-m)/1,800-2,400rpm

＜主な搭載車種＞
- プロボックスバン（NLP51V）(1)
- サクシードバン（NLP51V）(1)
- ヤリス（ヴィッツ欧州仕様・NLP11/91/131）(2)
- カローラセダン（欧州仕様・NDE121/151/171）(2)
- カローラアルティス（インド仕様・NDE171）(2)
- カローラコンビ（欧州仕様・NDE121W）(2)
- カローラハッチバック（欧州仕様・NDE121H）(2)
- オーリス（欧州仕様・NDE151H/181H）(2)
- オーリスツーリングスポーツ（欧州仕様・NDE181W）(2)
- iQ（欧州仕様・NUJ10）(2)
- アイゴ（中期型まで）(2)
- ヴァーソS（欧州仕様・NLP121）(2)
- エティオス/エティオスリーバ（新興国市場専売車種・NLP141/142）(3)
- MINI (BMW)（初代）(2)
- スバル・トレジア（欧州仕様・NLP121X）(2)
- シトロエン・C1（欧州専売）(2)